# Orlov (općina Příbram)
Orlov je naselje u općini i okrugu Příbram, Središnja Češka. Prema popisu stanovništva iz 2001. ima 277 stanovnika, koji žive na 109 prijavljenih adresa. Orlov se nalazi na prosječnoj nadmorskoj visini od 600 do 650 metara.
Ukupna površina katastarske jedinice Orlov iznosi 3,06 km². Poštanski broj naselja glasi 261 01.

## Unutarnje poveznice
- Brdy
- Příbram

## Vanjske poveznice
- (češ.) (engl.) (njem.) Službene stranice grada i općine Příbram

### Ostali projekti
|  | Zajednički poslužitelj ima još gradiva o temi Orlov (općina Příbram) |